# ميرت فرات
مَرْت فرات (بالتركية: Mert Fırat)‏ هو ممثل مسرحي وسينمائي وتلفزيوني تركي، ولد في 10 يناير 1981 ، بأنقرة تركيا، شارك النجمة بيرين سات بطولة مسلسل إنتقام.
شارك سابقاً في مسلسل ويبقى الحب مع النجم خالد أرغنش، نجم مسلسل حريم السلطان، وزوجته بيرغوراز كوريل، وبطل مسلسل البازار مع الممثلة اسيل دوغان بطلة مسلسل سنوات الصفصاف. كما قام بتأدية دور «سيزار» في مسرحية كليوباترا وأنطونيو للكاتب ويليام شاكسبير، والتي لاقت نجاحاً كبيراً في لندن والجرائم الصغيره بدور سرهان. وكشف مرت أنه من أصول عربية، وتحديداً سورية شامية، فهو من أنطاكية ولكن جذور والده شرقية عربية وهو يفتخر بها. وأضاف أنه سعيد بالنجاح الذي تلاقيه المسلسلات التركية في العالم العربي، ولكنه يأسف لأنها لا تظهر حقيقة وواقع المجتمع التركي الذي نعيشه حالياً.
يذكر أنه صدر برومو الإعلان الأول لمسلسل الإنتقام، وهو عبارة عن مزيج بين الأكشن والرومانسية.

## أعماله الفنية
شارك في مسلسل ويبقى الحب مع النجم خالد أرغنش نجم مسلسل حريم السلطان وزوجته بيرغوزار كوريل، كما قام بتأدية دور «سيزار» في مسرحية كليوباترا وأنطونيو للكاتب ويليام شكسبير والتي لاقت نجاحا كبيرا في لندن، وشارك النجمة بيرين سات بطولة مسلسل الإنتقام بدور ايمره وقام بدور «باران» في مسلسل الوردة السوداء أو ورد وشوك

## روابط خارجية
- ميرت فرات على موقع IMDb (الإنجليزية)
- ميرت فرات على موقع قاعدة بيانات الأفلام العربية
- ميرت فرات على موقع ألو سيني (الفرنسية)
- ميرت فرات على موقع ميوزك برينز (الإنجليزية)
- ميرت فرات على موقع كينوبويسك (الروسية)